# Paysana
Paysana est une revue créée par Françoise Gaudet-Smet, et parue au Québec entre mars 1938 et septembre-octobre 1949. C'était une revue destinée aux femmes vivant en milieu rural,.